# 日內瓦 (佛羅里達州)
日內瓦（英語：Geneva）是位於美國佛羅里達州塞米諾爾縣的一個人口普查指定地區。

## 地理
日內瓦的座標為28°44′14″N 81°07′04″W / 28.73722°N 81.11778°W，而該地最高點為海拔高度19米（即62英尺）。

## 人口
根據2010年美國人口普查的數據，日內瓦的面積為32.20平方千米，當中陸地面積為29.50平方千米，而水域面積為2.70平方千米。當地共有人口2940人，而人口密度為每平方千米91人。